# Durgapur (Maharashtra)
Durgapur es una ciudad censal situada en el distrito de Chandrapur en el estado de Maharashtra (India). Su población es de 17693 habitantes (2011). 

## Demografía
Según el censo de 2011 la población de Durgapur era de 17693 habitantes, de los cuales 9069 eran hombres y 8624 eran mujeres. Durgapur tiene una tasa media de alfabetización del 87,55%, superior a la media estatal del 82,34%: la alfabetización masculina es del 91,49%, y la alfabetización femenina del 83,41%.